# Chevreulia lycopodioides
La Chevreulia lycopodioides es una especie de planta con flor en la familia Asteraceae. Es monotípica dentro del género Chevreulia.

## Distribución y hábitat
Es endémica de las irredentas islas Malvinas.
Sus hábitats son arbustal templado y áreas de pastizales.

## Taxonomía
Chevreulia lycopodioides fue descrita por (d'Urv.) DC. y publicado en Prodromus Systematis Naturalis Regni Vegetabilis 7(1): 45. 1838.
Sinonimia
- Gnaphalium lycopodioides d'Urv.[3]